# Szerelmi álmok (Liszt)
A Szerelmi álmok (német címén: Liebesträume) Liszt Ferenc S.541-es műjegyzékszámú, három noktürnből álló zongoraciklusa, amely eredetileg dalciklusnak készült. A mű nyomtatásban 1850-ben jelent meg.

## A művek születése
A Szerelmi álmok cím alatt a közönség nagy része egyetlen, romantikus hangzású zongoradarabra gondol, ami valójában egy három darabból álló zongoraciklus harmadik darabja. Ráadásul a sorozat eredetileg zongorakíséretes dalciklusnak készült 1847 körül, akkor, amikor megismerkedett Carolyne zu Sayn-Wittgenstein hercegnővel. A dalciklus születését valószínűleg ez a találkozás, a Liszt és a hölgy között fellobbanó szerelem ihlette. Maga Liszt a dalok keletkezésével kapcsolatban egy 1850-es levelében a következőket írta: „Évekkel ezelőtt születtek, apránként, darabonként, utazásaim és hangversenyeim közepette, külső életemből kiszakított, ám számomra szükségszerű pillanatokban, amikor az emóció és a fantázia írásra kényszerített. Istenem, mennyire vágytam volna rá, hogy egész további életemben más gondom ne legyen, csak énekelhessek és muzsikálhassak!”
A dalok közül az első kettőt Liszt Ludwig Uhland költeményei, a harmadikat Ferdinand Freiligerath verse alapján komponálta. A három dal kottája 1850-ben jelent meg, de Liszt mellékelte a zongoraátirataikat is, amelyek a Notturno 1-2-3 címet kapták.
Liszt dalaival kapcsolatban általánosságban mindenképpen megjegyzendő, hogy – bár manapság ezek alig ismertek – mintegy nyolcvan különböző nyelvű (francia, német, olasz, angol, magyar, orosz) zongorakíséretes dalt írt.

## A zene

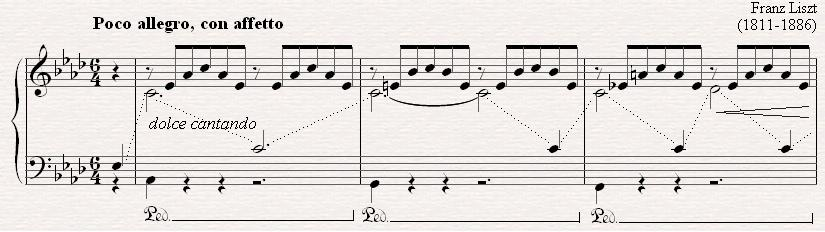
A 3. szerelmi álmok kottarészlete

Uhland és Freiligerath költeményei a szerelem különböző oldalait mutatják be, és Liszt zenéje követi ezek karakterét. Az első dal Uhland Hohe Liebe (Magasztos szerelem) című versére íródott, amely a szerelem szent, magasztos, vallásos jellegét hangsúlyozza. A második dal szövege szintén Uhlandtól származik. A Gestorben war ich (Halott vagyok) című vers a szerelem erotikus oldalát idézi, a szerelmi mámorból (a versben szó szerint a szerelmi halálról van szó) ocsúdó szerelmest festi meg. A harmadik dalban Liszt Freiligerath O lieb, so lang du lieben kannst (Szeress, amíg tudsz!) című versét zenésítette meg. Ez a mű a feltétel nélküli, érett szerelemről szól.
A legismertebbé és legnépszerűbbé messze a 3. szerelmi álmok zongoraátirata vált, amit zongoraművészek sora ad elő hangversenyeken, illetve készít hangfelvételt belőle, de amatőr zongoristák is előszeretettel játsszák. Ez a túlságosan is erős érdeklődés, a nagy népszerűség nem tett egyértelműen jót a műnek, talán kissé (de érdemtelenül) lejáratódott a túl sűrű, és a nem mindig megfelelő előadások során, de talán amiatt is, hogy a populáris kultúra is felfedezte a kompozíciót. Számos filmben, rajzfilmben „szerepelt”, még videójáték és animesorozat zenéjeként is használták. Emellett a jazz és a könnyűzene neves képviselői is feldolgozták számtalan módon és stílusban.
A 3. szerelmi álmokat Martha Goldstein játssza, egy 1851-ben készült Erard-zongorán.

## Fordítás
- Ez a szócikk részben vagy egészben  a   Liebesträume című angol Wikipédia-szócikk ezen változatának fordításán alapul.  Az eredeti cikk szerkesztőit annak laptörténete sorolja fel. Ez a jelzés csupán a megfogalmazás eredetét és a szerzői jogokat jelzi, nem szolgál a cikkben szereplő információk forrásmegjelöléseként.